# Ophthalmolampis carrascoi
Ophthalmolampis carrascoi är en insektsart som beskrevs av Marius Descamps 1978. Ophthalmolampis carrascoi ingår i släktet Ophthalmolampis och familjen Romaleidae. Inga underarter finns listade i Catalogue of Life.